# Ernst Schaack
Ernst Schaack (* 1935) ist ein deutscher Erziehungswissenschaftler.

## Leben
Nach dem Studium in den Bereichen Erziehungswissenschaft, Musik und Physik an der Universität Hamburg und der Hochschule für Musik Hamburg war Schaack ab 1960 Lehrer im Hamburger Schuldienst und 1965 abgeordnet ans Pädagogische Institut der Universität Hamburg (Fortsetzung der Studien). Seit 1969 war er Dozent und von 1983 bis 2000 Professor für Erziehungswissenschaft mit dem Schwerpunkt Medienpädagogik / Mediendidaktik in Hamburg. Gemeinsam mit Georg Schottmayer baute er ab Ende der 1960er Jahre das Audiovisuelle Zentrum am Fachbereich Erziehungswissenschaft der Universität Hamburg mit einer Mitschauanlage zum Aufzeichnen von Unterrichtssituationen auf, das bundesweit innovativen Charakter hatte.
Seine Forschungsschwerpunkte sind Medien als Gegenstand und Mittel des Unterrichts., Mediensozialisation und Medienwirkungs- und Rezeptionsforschung.
Schaack veröffentlichte in Sammelbänden, Lexika und verschiedenen Fachzeitschriften Beiträge zur Medienpädagogik und Mediendidaktik sowie Beiträge zum Bildungswesen in Skandinavien.
Im Auftrag von wdr- und NDR-Fernsehen sowie des Instituts für den Wissenschaftlichen Film, Göttingen, und des Instituts für Film und Bild in Wissenschaft und Unterricht (FWU), München, war Ernst Schaack an wissenschaftlichen Film- und Fernsehproduktionen zu Fragen der Mediensozialisation, der frühkindlichen Entwicklung und zu Problemen von Erziehung und Unterricht maßgeblich beteiligt.